# コリヤー兄弟
コリヤー兄弟（Collyer brothers）は、ホーマー・コリヤー（Homer Lusk Collyer, 1881年11月6日 - 1947年3月21日推定）と、ラングレー・コリヤー（Langley Collyer, 1885年10月3日 - 1947年3月9日推定）のアメリカ人の兄弟。強迫的ホーディングの事例としてしばしば紹介されている。

## 概要

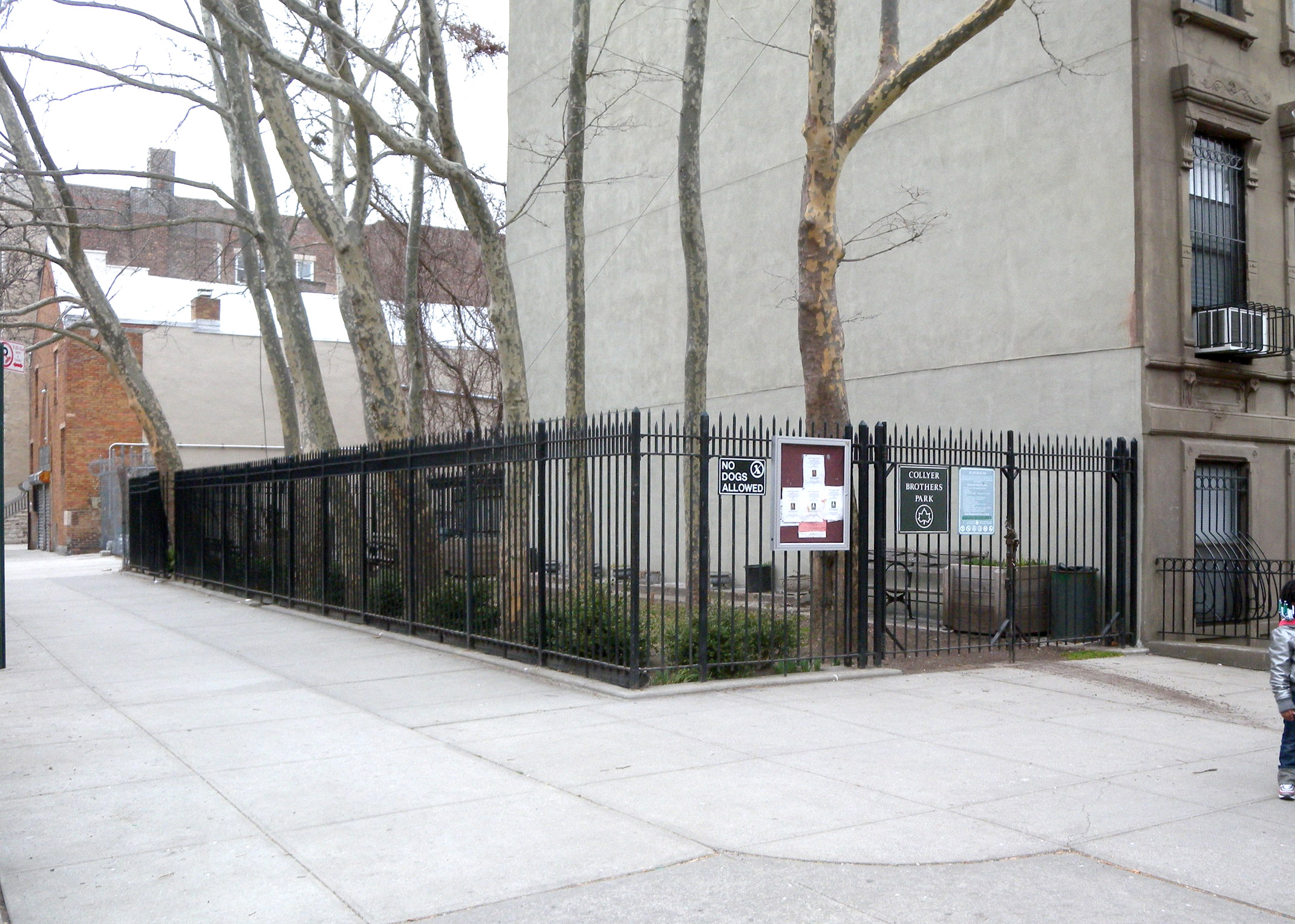
跡地のコリヤー兄弟公園

兄弟はマンハッタンのハーレムに居を構え、兄のホーマーは海事関係の法律家、弟のラングレーは技師兼ピアニストという、社会的にも恵まれた職に就いていた。
ところが兄弟は、1909年頃から家に引きこもるようになった。原因としては両親の離婚や母親の死がきっかけになったとも言われている。またハーレム一帯の治安が悪化し始めた頃とも重なり、財産や家財道具を守るために家の門を塞ぎ、全ての扉と窓にバリケードや鉄格子を設け、さらには侵入者を撃退するための罠を仕掛けるなど、外界から遮断された生活を送るようになったとも言われる。
引きこもって以降の兄弟の生活は荒んだもので、現金などを銀行に預けず、電気代や水道代も払わなかったことから電気と水道を止められてしまったため、生活用水は早朝に公園から水を汲み、灯油を調理・暖房・照明に使っていた。食事も肉屋やパン屋のゴミ箱から食べられる物を漁るという乞食同然のものだったと言われている。
また医師の訪問も許さず、兄が失明した際にも民間療法に頼り弟がオレンジを大量に買っては兄に食べさせていた。外ともほとんど没交渉の状態になり、誰かが訪問に来た際には手だけを玄関から出す状況であったという。
その一方で様々な物を蒐集する癖がつき、兄弟の死亡が確認された際には数千冊の本にグランドピアノ14台・自動車3台・大量の衣装に衣装ケース・数百点のおもちゃ・有刺鉄線等々120トンにも及んだ。
二人の死亡が確認されたのは1947年10月21日に警察へ通報があったことがきっかけで、10数人の警官が上記の蒐集物を運び出し、やっと二人の遺体を発見した。検死の結果、ホーマーは餓死、ラングレーは罠の落とし穴への転落死と結論づけられた。
コリヤー家の跡地は、現在は公園になっている。